# Intelligent falling

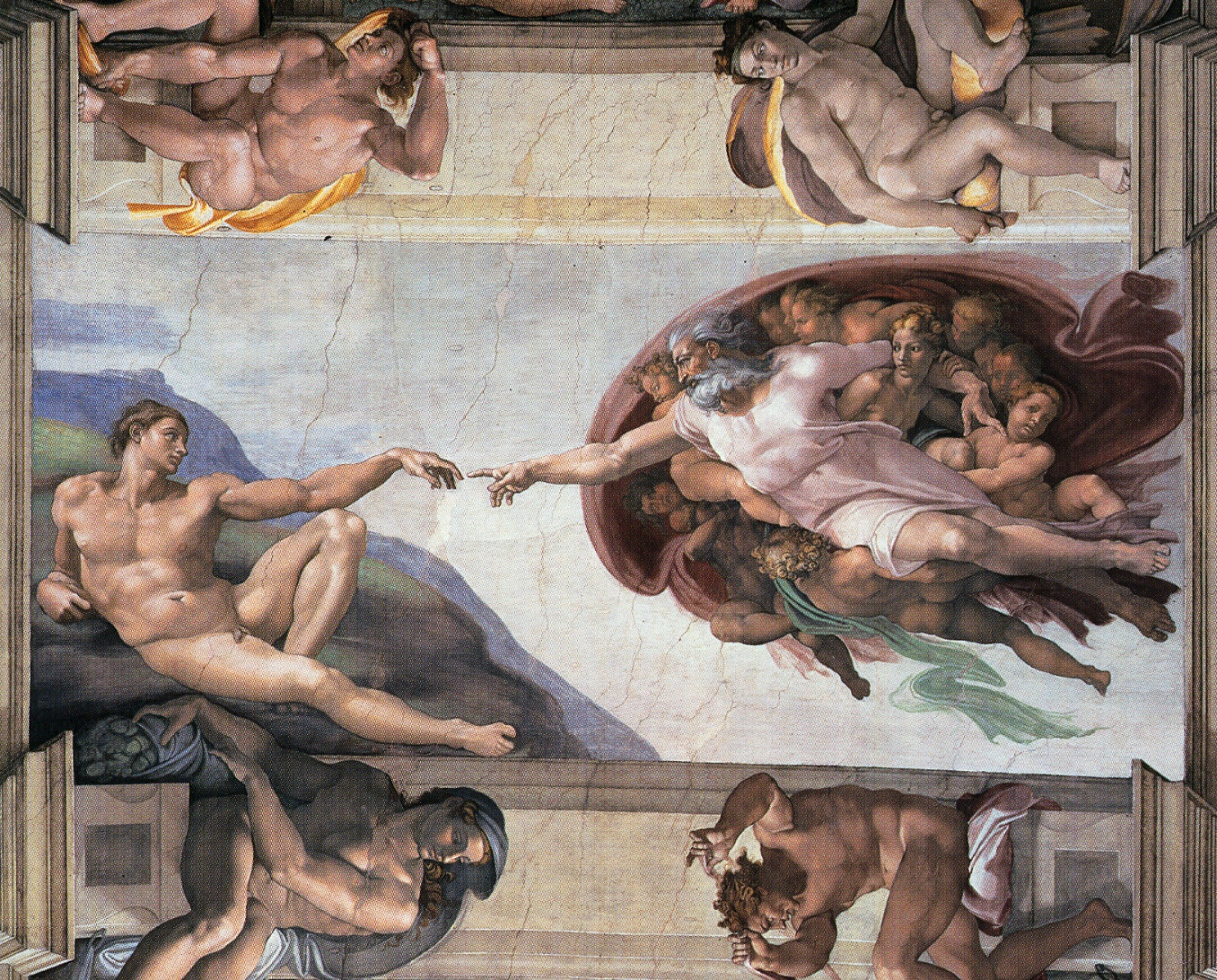
De hand van God (rechts)

Intelligent falling (IF) is een parodie op de intelligent design-beweging. IF is een geparodieerd pseudowetenschappelijke bovennatuurlijke uitleg over de oorzaken van de zwaartekracht.
IF stelt dat een vrije val wordt veroorzaakt door "de hand van God", zoals weergegeven in Michelangelo's fresco in de Sixtijnse Kapel.
De huidige versie van IF heeft zijn roots in een satirische post op Usenet in 2002. Er worden echter al honderden jaren religieuze verklaringen gegeven dat God zich direct met de zwaartekracht bemoeit, onder andere door Isaac Newton.
IF zegt dat de wetenschappelijke verklaringen van de zwaartekracht niet alle aspecten kunnen uitleggen van dit fenomeen. Dus moet men erover nadenken of er misschien een hogere macht is die ervoor zorgt dat 'iets' valt.
AYBABTU · Bed Intruder Song · Bert is Evil · Bielefeldcomplot · Dat Boi · facepalm · Gangnam Style · Grumpy Cat · Happy Merchant · Harlem Shake · Ice Bucket Challenge · intelligent falling · Invisible Pink Unicorn · lolcat · leisure diving · Loitumameisje · Numa Numa · Nyan Cat · Oof · Pedobear · Pepe the Frog · Planking · Rage Comics · rickroll · ROFLcopter · Serge de lama · Vliegend Spaghettimonster